# Dipartimento per le riforme istituzionali
Il Dipartimento per le riforme istituzionali è l'organo del governo italiano, nell'ambito della presidenza del Consiglio dei ministri, che assicura al presidente del Consiglio il supporto alle funzioni di coordinamento, di indirizzo, di promozione di iniziative, anche normative, nonché ad ogni altra funzione attribuita al presidente nell'ambito delle riforme istituzionali.

## Storia
Nel 1987, Aristide Gunnella viene nominato ministro senza portafoglio per gli affari regionali e i problemi istituzionali nel governo Goria; successivamente, con DPCM 13 febbraio 1990, viene istituito l'Ufficio per i problemi istituzionali, tuttavia soppresso con DPCM 12 agosto 1992.
Successivamente, durante il governo Ciampi, viene istituito l'"Ufficio per le riforme elettorali ed istituzionali" (DPCM 15 e 29 maggio 1993), retto dal ministro senza portafoglio Leopoldo Elia. Col governo Berlusconi I prende il nome di "Dipartimento per le riforme istituzionali" (DPCM 13 luglio 1994) e col governo Berlusconi II assume la denominazione di "Dipartimento per le riforme istituzionali e la devoluzione".
Nel 2006, col governo Prodi II riassume la precedente denominazione "Dipartimento per le riforme istituzionali" e viene affidato, assieme al Dipartimento per i rapporti con il Parlamento, al ministro per i rapporti con il parlamento e le riforme istituzionali Vannino Chiti. Nel governo Berlusconi IV il dipartimento è affidato al ministro per le riforme per il federalismo Umberto Bossi. Nel governo Letta ne è stato responsabile il ministro per le riforme costituzionali Gaetano Quagliariello, seguito da Maria Elena Boschi nel governo Renzi, la quale ha ricoperto la carica di Ministro per le riforme costituzionali e per i rapporti con il Parlamento.
Dalla fine del governo Renzi in poi, non è stato indicato uno specifico ministro per le riforme costituzionali: nel governo Gentiloni il dipartimento faceva riferimento direttamente al presidente del Consiglio, mentre la delega è stata conferita al Ministro per i rapporti con il Parlamento e la democrazia diretta Riccardo Fraccaro nel governo Conte I, e al Ministro per i rapporti con il Parlamento Federico D'Incà nei governi Conte II e Draghi.
Dal 2022, col governo Meloni, l'incarico viene affidato alla ministra per le riforme istituzionali Maria Elisabetta Alberti Casellati.

## Competenze
Il dipartimento cura le proposte ed effettua studi e ricerche in materia di riforme istituzionali ed elettorali. In particolare si occupa di riforma degli organi costituzionali e di rilevanza costituzionale, nonché di riforme in materia di rappresentanza italiana al Parlamento europeo, di ordinamento delle autonomie territoriali, di federalismo fiscale, di conferimento di funzioni amministrative a comuni, province, città metropolitane e regioni, di forme e condizioni particolari di autonomia da parte delle regioni a statuto ordinario. Cura in tali ambiti i rapporti e il confronto con le sedi istituzionali e politiche nazionali e degli enti territoriali, nonché con gli organismi europei e internazionali competenti. Cura inoltre la verifica della coerenza delle diverse iniziative normative concernenti le riforme istituzionali.

## Struttura
Sono presenti gli uffici di diretta collaborazione e gli uffici propri del dipartimento.
Sono uffici di staff:
- Capo di Gabinetto
- Capo settore legislativo
- Segretaria particolare
- Capo ufficio stampa
- Capo segreteria tecnica
- Capo della segreteria per le riforme per il federalismo

La struttura del Dipartimento è coordinata dal Capo del Dipartimento e si organizza in un Ufficio e due Servizi:
- Ufficio per gli affari amministrativi, gli studi e le relazioni esterne
  - Servizio affari generali e amministrativi
  - Servizio per lo studio e il monitoraggio delle riforme istituzionali e relazioni esterne.

## Elenco dei ministri per le riforme
- Ministri per le riforme istituzionali della Repubblica Italiana (Dal 1988).

L'elenco comprende il nominativo di tutti i ministri che hanno ricoperto tale incarico, pur assumendo nominativi diversi nel corso del tempo. L'elenco è discontinuo poiché non è presente in tutti i governi.